# NGC 3596
إن جي سي 3596 مجرة حلزونية متوسطة خافتة جدا تقع أسفل نجم الخرت في اتجاه كوكبة الأسد على بعد يقدر بحوالي 30.65 مليون سنة ضوئية 15.450 فرسخ فلكي. وقد اكتشفت من قبل ويليام هيرشيل عام 1784.